# دهستان ننور
دهستان ننور نام دهستانی در بخش ننور شهرستان بانه، استان کردستان در ایران است. براساس سرشماری مرکز آمار ایران در سال ۱۳۸۵، جمعیت آن ۳۱۰۴ نفر (۵۴۰ خانوار) بوده‌است.